# 맥라렌 F1 GTR
맥라렌 F1 GTR(영어: McLaren F1 GTR)은 1995년 BPR 글로벌 GT 시리즈, FIA GT 챔피언십, JGTC, 브리튼 GT 챔피언십과 같은 그랜드 투어링 스타일 레이싱을 위해 최초로 생산했던 맥라렌 F1의 변형 차종이다.